# Spora
Spora je posebna tvorba, koju tvore pojedini organizmi, kako bi preživjeli nepovoljne životne uvjete, koje uzrokuju različiti abiotski čimbenici, kao što su: pomanjkanje hrane i/ili vode, previsoka ili preniska temperatura i sl. Spore imaju bakterije, alge, neke gljive, praživotinje i neke necvijetajuće biljke poput paprati.
Spore se javljaju prvenstveno kod jednostaničnih organizama. Mogu biti spolne ili nespolne. U nespolnim sporama, genetski materijal jednak je kao i od roditelja. Okružene su debelom ovojnicom, što im omogućuje da prežive dugo vremena, čak i desetljeća. Kad nastupe povoljni uvjeti iz spora se razvije organizam. Bakterijske su spore vrlo otporne. Npr. spore tetanusa i antraksa mogu preživjeti u tlu jako mnogo godina. Nađene su spore tih bakterija iz 19. stoljeća, koje su preživjele i kuhanje u trajanju od pet minuta. To je ubilo bakterije, ali ne i spore. Proklijale su kada su se poboljšali uvjeti.